# Huilliche
Els huilliches (mapudungun: williche, gent del sud) són un poble indígena de Xile i és la branca més meridional dels maputxes. Habiten principalment en les regions de Los Ríos i de Los Lagos. Aquest poble més tard es va estendre a l'Argentina. No se sap quants són però com que molts amaguen la seva condició indígena podrien ser fins a cent mil. Es considera huilliche la població indígena que habita des de la província de Valdivia fins al sud de Chiloé.

## Història
Quan van arribar els espanyols poblaven la Depressió Intermèdia de Xile des del riu Toltén fins al centre de Chiloé. Alguns segles abans de l'arribada dels espanyols, al segle XVI, una part dels huilliches es traslladà al nord i el centre de l'illa Gran de Chiloé, on adquiriren alguns trets dels pobles chonos, com l'economia de caça i la recol·lecció de recursos marins. Part dels indígenes que parlaven en mapudungun a Chiloé i zones veïnes van ser anomenats pels espanyols cuncos i payos.
Respecte al territori argentí, els huilliches coneguts com a "huiliches serranos", i després com "manzaneros", habitaren la part oriental dels Andes a Neuquén des del riu Agrio al riu Limay. Es van estendre cap al sud de la província de Mendoza desplaçant els pehuenches. Tanmateix, hi ha teories que sostenen que aquests huilliches sorgiren de la maputxització de grups tehuelches o que, com va passar amb els pehuenches, haurien estat originalment huárpidos relacionats amb els Pueltxes algarrofers de Cuyo.

## Llengua
Els huilliches parlaven una variant del mapudungun, amb diferències de pronunciació i de vocabulari, coneguda com a chesungun (en chesungun: che sungun, 'llengua de la gent'), també anomenat chedungun, tsesungun, huilliche o veliche. És un dialecte que està molt influït pel castellà i es parla en uns pocs llocs de les províncies d'Osorno i Chiloé. Segons SIL International, es tractaria d'una llengua separada, ja que la seva intel·ligibilitat amb el mapudungun central és escassa.

## Símbols
La seva bandera és de quatre colors en diagonal ascendent, el de dalt al pal és blau cel i va fins a 2/5 del llarg de la bandera; segueix el groc que va fins a la tercera cinquena part; segueix el verd, que ocupa les restants dues cinquenes parts i 3/4 de l'altura del vol; i la darrera part és vermella i ocupa la resta. Fou adoptada el 7 d'octubre de 1992 segons descripció i dibuix publicat per l'Aukin Wallmapi Ngulam (Consell de Totes les Terres).